# Гудим-Левкович, Николай Акимович
Никола́й Аки́мович Гудим-Левкович (1796—1866) — отставной полковник Кавалергардского полка, васильковский уездный предводитель дворянства.

## Биография
Сын поручика Акима Ивановича Гудима-Левковича. Имел 718 душ при селе Телешовке Васильковского уезда Киевской губернии.
В 1815 году окончил Харьковскую гимназию. Затем учился в Благородном пансионе при Московском университете, неполный курс которого окончил в 1818 году. В следующем году вступил в службу подпрапорщиком в Псковский пехотный полк. В 1820 году был произведен портупей-прапорщиком и 20 ноября того же года переведен эстандарт-юнкером в Кавалергардский полк «для совместной службы с родственником». 22 февраля 1824 года произведен корнетом, а в 1827 году — поручиком. 24 декабря 1828 года избран полковым казначеем, в каковой должности состоял более восьми лет. В 1832 году был произведен штабс-ротмистром, в 1834 году — ротмистром.
14 декабря 1825 года находился в рядах полка, стоявшего в окружении против декабристов. Участвовал в польской кампании 1831 года, за которую был награждён орденом св. Анны 3-й степени с бантом. В 1833 году получил Монаршее благоволение «за благоразумное распоряжение, способствовавшее к скорому прекращению пожара» близ казарм Кавалергардского полка. 12 января 1837 года был уволен в отставку по домашним обстоятельствам с чином полковника и правом ношения мундира. При выходе из полка был отмечен благодарностями своего преемника по должности казначея за порядок и правильное устройство дел по казначейской части.
В 1844—1861 годах состоял Васильковским уездным предводителем дворянства. Был награждён орденом Св. Анны 2-й степени (1846), тем же орденом с императорской короной (1857) и орденом Св. Владимира 4-й степени (1857).

## Семья
Был женат на Екатерине Ивановне Тельковской. Их дети:
- Иоаким (11.03.1840).
- Сергей (1842—1886), киевский губернатор. Был женат на Варваре Павловне Алферьевой.
- Александр, (05.11.1846), председатель Киевского отделения Русского музыкального общества. Был женат на дочери кавалергарда Софье Николаевне Бахметевой.
- Екатерина (р. 1846).